# Lidia Kopania
Lidia Kopania-Przebindowska (Koluszki, 12 de maio de 1978) é uma cantora pop polaca.

## Festival Eurovisão da Canção
Lidia Kopania foi escolhida pela Polónia, no dia 14 de Fevereiro de 2009, para representar o país no Festival Eurovisão da Canção 2009 com a canção "I Don't Wanna Leave", que terminou em 12º lugar com 43 pontos na semi-final.

## Discografia

### Álbuns
- 2006  – "Intuicja"
- 2008 - "Przed Świtem"

### Singles
- 1998 "Niezwykły dar"
- 2006 "Sleep"
- 2006 "Hold On"
- 2007 "Twe milczenie nie jest złotem"
- 2008 "Tamta Łza"
- 2008 "Rozmawiać z tobą chce"
- 2009 "I don't wanna leave"